# 梁家潭乡
梁家潭乡，是中华人民共和国湖南省湘西土家族苗族自治州泸溪县下辖的一个乡镇级行政单位。

## 行政区划
梁家潭乡下辖以下地区：
芭蕉坪村、红岩村、岩寨村、梁家潭村、达力寨村、灯油坪村、布条坪村、鸡子潭村和榔木溪村。